# Marshall Bell
Marshall Bell est un acteur américain, né le 28 septembre 1942 à Tulsa, dans l'Oklahoma (États-Unis).

## Vie privée
Il est l'époux de la costumière d'origine italienne Milena Canonero (1946-).

## Filmographie
- 1984 : Birdy d'Alan Parker : Ronsky
- 1985 : Seven Minutes in Heaven de Linda Feferman : Gerry Jones
- 1985 : La Revanche de Freddy (A Nightmare on Elm Street Part 2: Freddy's Revenge) de Jack Sholder : Coach Schneider
- 1986 : Stand by me - Compte sur moi (Stand by Me) de Rob Reiner : Mr. Lachance
- 1986 : Le Sixième Sens (Manhunter) de Michael Mann : Atlanta Policeman
- 1987 : Super Flics (The Oldest Rookie) (série télévisée) : Det. Gordon Lane
- 1987 : Sens unique (No Way Out) de Roger Donaldson : Contra #1
- 1987 : Cherry 2000 de Steve De Jarnatt : Bill
- 1988 : Wildfire (série télévisée) : Lewis
- 1988 : Toutes folles de lui de Bud S. Smith (en) : Chef Elkans
- 1988 : Tucker: L'homme et son rêve (Tucker: The Man and His Dream) de Francis Ford Coppola : Frank, Press Agent
- 1988 : Jumeaux (Twins) d'Ivan Reitman : Webster
- 1989 : Les Contes de la Crypte (série télévisée) : Saison 1 Épisode 2 Nuit de Noël pour Femme Adultère
- 1990 : Total Recall de Paul Verhoeven : George / Kuato
- 1990 : Dick Tracy de Warren Beatty : Lips' Cop
- 1990 : Air America de Roger Spottiswoode : Q.V.
- 1990 : Hull High (en) (série télévisée) : Mr. Fancher
- 1991 : L'embrouille est dans le sac (Oscar) de John Landis : Reporter #1
- 1991 : The Heroes of Desert Storm (en) (TV) de Don Ohlmeyer
- 1992 : Psychose meurtrière (The Vagrant) de Chris Walas : The Vagrant
- 1992 : Leather Jackets de Lee Drysdale : Stranger
- 1992 : La Nuit du défi (Diggstown) de Michael Ritchie : Warden Bates
- 1992 : Innocent Blood de John Landis: Marsh
- 1993 : Pas de vacances pour les Blues (Undercover Blues) d'Herbert Ross : Sikes
- 1993 : Entre ciel et terre (Heaven & Earth) d'Oliver Stone : Dinner Guest #3
- 1993 : X-Files : Aux frontières du réel (série télévisée, épisode L'Ange déchu) : Colonel Calvin Henderson
- 1993 : Les Contes de la Crypte (série télévisée) : Saison 5 Épisode 3 "Objectif Meurtre"
- 1994 : Love Is a Gun de David Hartwell : Jean's Husband
- 1994 : À toute allure (The Chase) d'Adam Rifkin : Ari Josephson
- 1994 : Le Silence des jambons (Il Silenzio dei prosciutti) d'Ezio Greggio : Cross Dressing Agent
- 1994 : Radio Rebels (Airheads) de Michael Lehmann: Carl Mace
- 1994 : Tueurs nés (Natural Born Killers) d'Oliver Stone : Deputy #1
- 1994 : Les Maîtres du monde (The Puppet Masters) de Stuart Orme : Gen. Morgan
- 1994 : Probable Cause (TV) : Instructor
- 1995 : Too Fast Too Young de Tim Everitt : Det. Quentin Thompson
- 1995 : Just Looking de Tyler Bensinger (en) : Dave
- 1995 : Payback d'Anthony Hickox : Tom "Gully" Gullerman
- 1995 : Dernières heures à Denver (Things to Do in Denver When You're Dead) de Gary Fleder : Lt. Atwater
- 1995 : Opération Dumbo (Operation Dumbo Drop) de Simon Wincer : Colonel Pederson
- 1995 : Runway One (TV) : Hansen
- 1995 : W.E.I.R.D. World (TV) : Kendall the Industrial Spy
- 1996 : Crazy Horse, le plus grand d'entre nous (en) (Crazy Horse) (TV)
- 1997 : La Dernière Cavale (Truth or Consequences, N.M.) de Kiefer Sutherland : un lieutenant de police (rôle coupé au montage)
- 1997 : The Brave de Johnny Depp : Larry
- 1997 : La Fin de la violence (The End of Violence) de Wim Wenders : Sheriff Call
- 1997 : Starship Troopers de Paul Verhoeven : General Owen
- 1997 : One of Our Own de David Winning : Col. Dale Cameron
- 1998 : Black and White : Toast
- 1999 : Virus de John Bruno : J.W. Woods Jr.
- 1999 : A Slipping-Down Life (en) de Toni Kalem : Mr. Casey
- 1999 : Late Last Night (en) (TV) : Bartender
- 1999 : Good Versus Evil (série télévisée) : Ford Plasko
- 2000 : Face the Music de Jeff Howard : Tommy the Bartender
- 2000 : Amours mortelles (Mercy) de Damian Harris : Gil Reynolds
- 2000 : Sand (en) de Matt Palmieri : Gus
- 2002 : Comic Book Villains (en) (vidéo) de James Robinson : Gun Store Order
- 2002 : Lather. Rinse. Repeat. de Matthew Martin : Mr. Donnelly
- 2002 : Au service de Sara (Serving Sara) de Reginald Hudlin : Warren Cebron
- 2003 : Northfork des frères Polish : Mr. Stalling
- 2003 : Identity de James Mangold : District Attorney
- 2004 : Dandelion (en) de Mark Milgard : Uncle Bobby
- 2005 : Pomegranate de Kraig Kuzirian : Producer
- 2005 : Truman Capote (Capote) de Bennett Miller : Warden Marshall Krutch
- 2006 : Little Chenier de Bethany Ashton Wolf : Tuck Dupuis
- 2006 : Art School Confidential de Terry Zwigoff : Lonny
- 2008 : Hamlet 2 d'Andrew Fleming : Rocker
- 2008 : Nancy drew d'Andrew Fleming : Leshing
- 2011 : Rhum express (The Rum Diary) de Bruce Robinson : Donovan
- 2011 : Puncture d'Adam Kassen (en) et Mark Kassen (en) : Jeffrey Dancort
- 2017 : The Last Word de Mark Pellington :
- 2020 : Histoires d'amour (Love is Love is Love) d'Eleanor Coppola : John